# Rifugio Santa Croce di Lazfons
Il rifugio Santa Croce di Lazfons (in tedesco Schutzhaus Latzfonserkreuz) è un rifugio AVS che si trova a 2.305 m, nel territorio comunale di Chiusa in Provincia autonoma di Bolzano.

## Storia

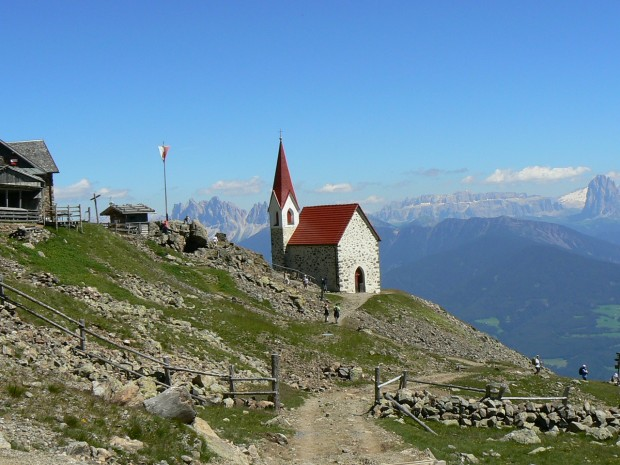
Panorama dolomitico: a sinistra il Gruppo delle Odle e a destra Sassolungo

Il rifugio Santa Croce di Latzfons si trova alle pendici della cima San Cassiano (2.581 m). In origine era un mero riparo per i conducenti di bestiame in alpeggio. Solamente nel 1743 venne costruita una piccola cappella considerata dai contadini come una protezione contro i pericolosi temporali che avvengono durante l'estate. Da allora il piccolo riparo si allargò anche per ospitare i pellegrini che si recavano sempre più in cima a tale montagna.
Nel 1860 venne costruita una chiesetta al posto della piccola cappella, la stessa che c'è oggigiorno, e quindi anche ad un nuovo ampliamento del rifugio. Nel 1899 la sezione bolzanina del DÖAV provvide ad un ulteriore ampliamento del rifugio ma da dopo la prima guerra mondiale esso cadde in declino. Dal 1940 venne nuovamente utilizzato come ricovero per le pecore e nel 1947 venne definitivamente chiuso.
Anni dopo, il parroco di Lazfons, Bartholomäus Terzer, acquistò le rovine di questo rifugio e anche grazie alla popolazione riuscì a ricostruirlo. Venne ufficialmente inaugurato il 28 maggio 1952 e la sua gestione è della parrocchia di Lazfons.

## Santuario

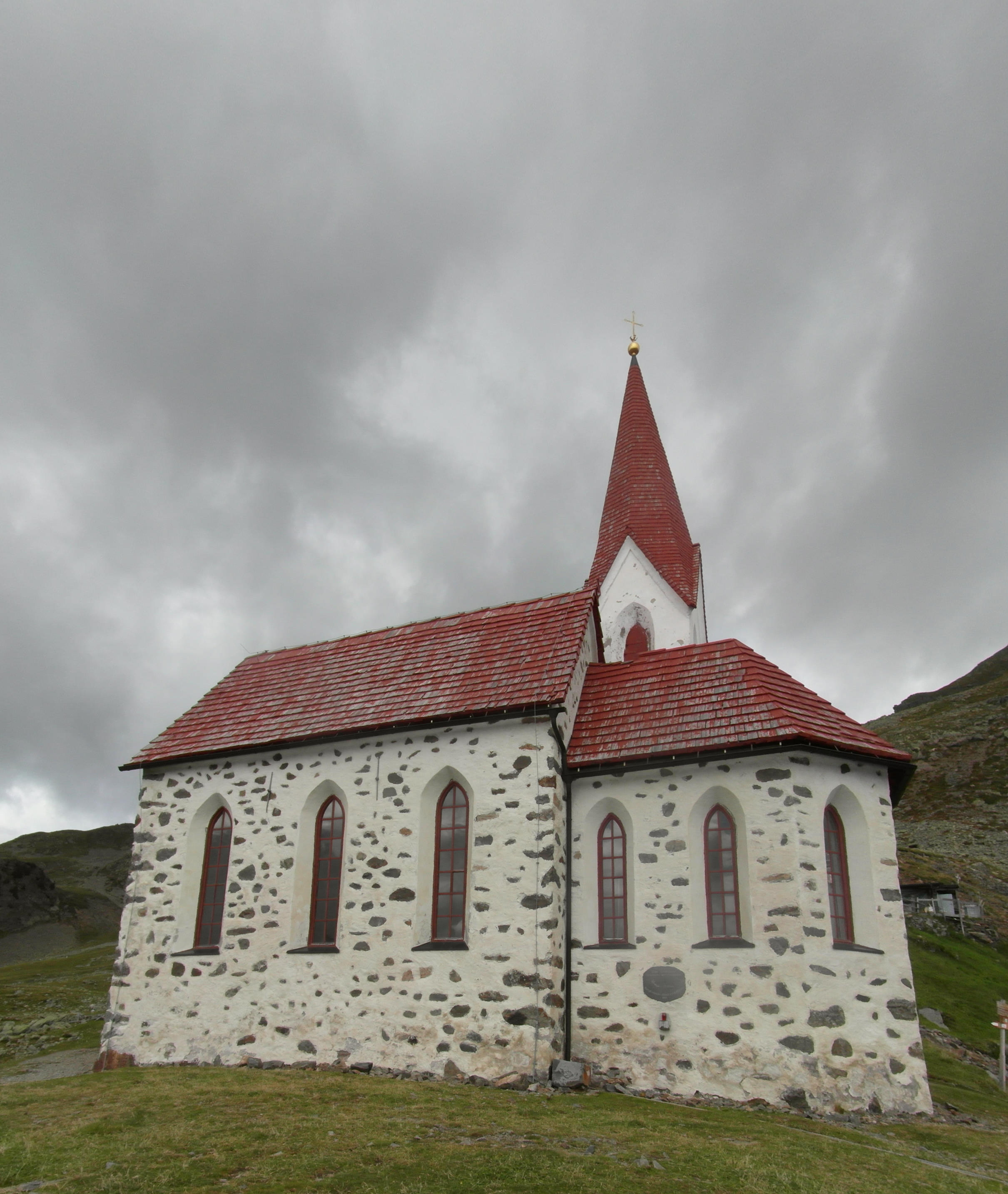
Il santuario

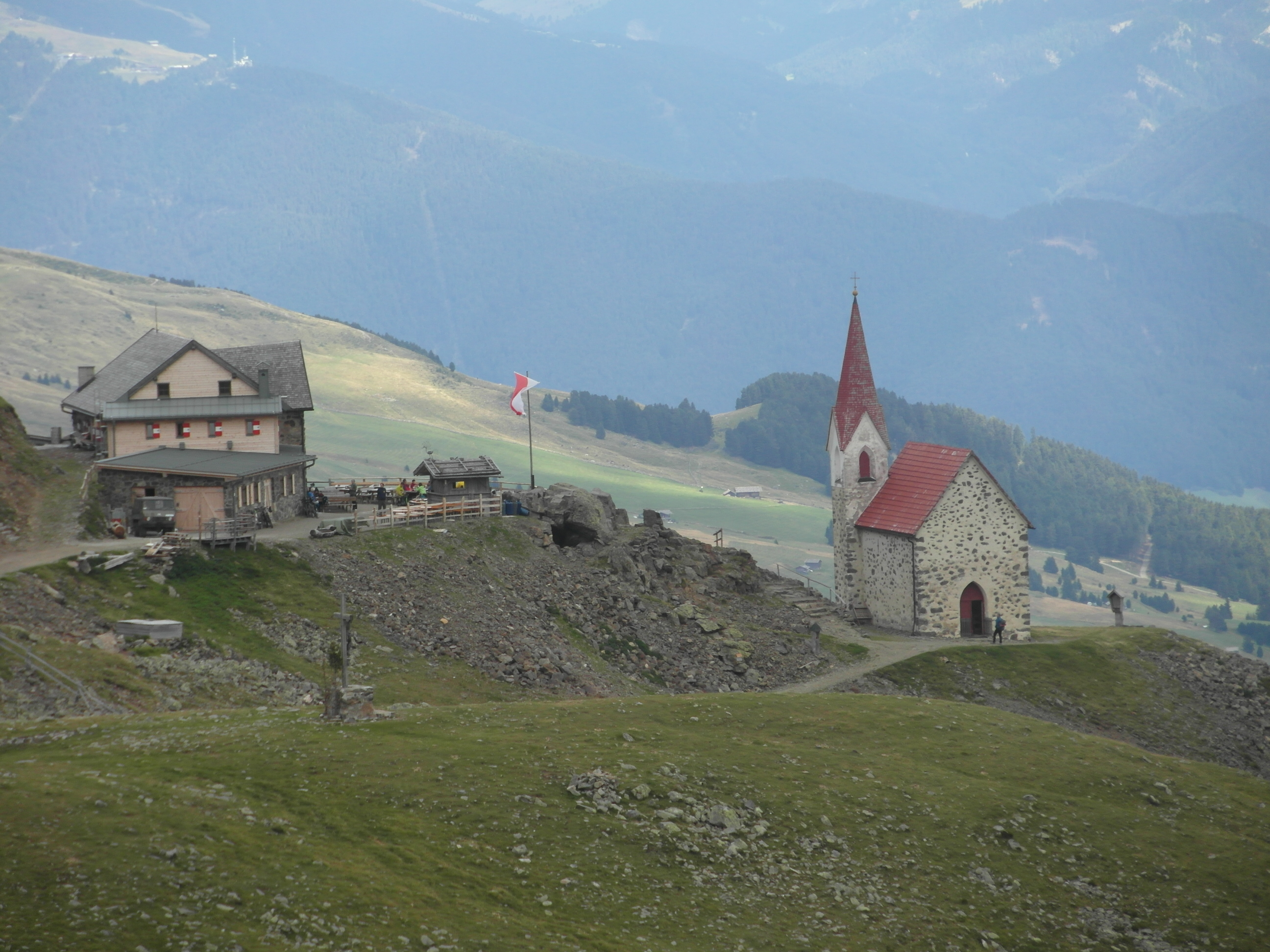
Vista del rifugio e del santuario

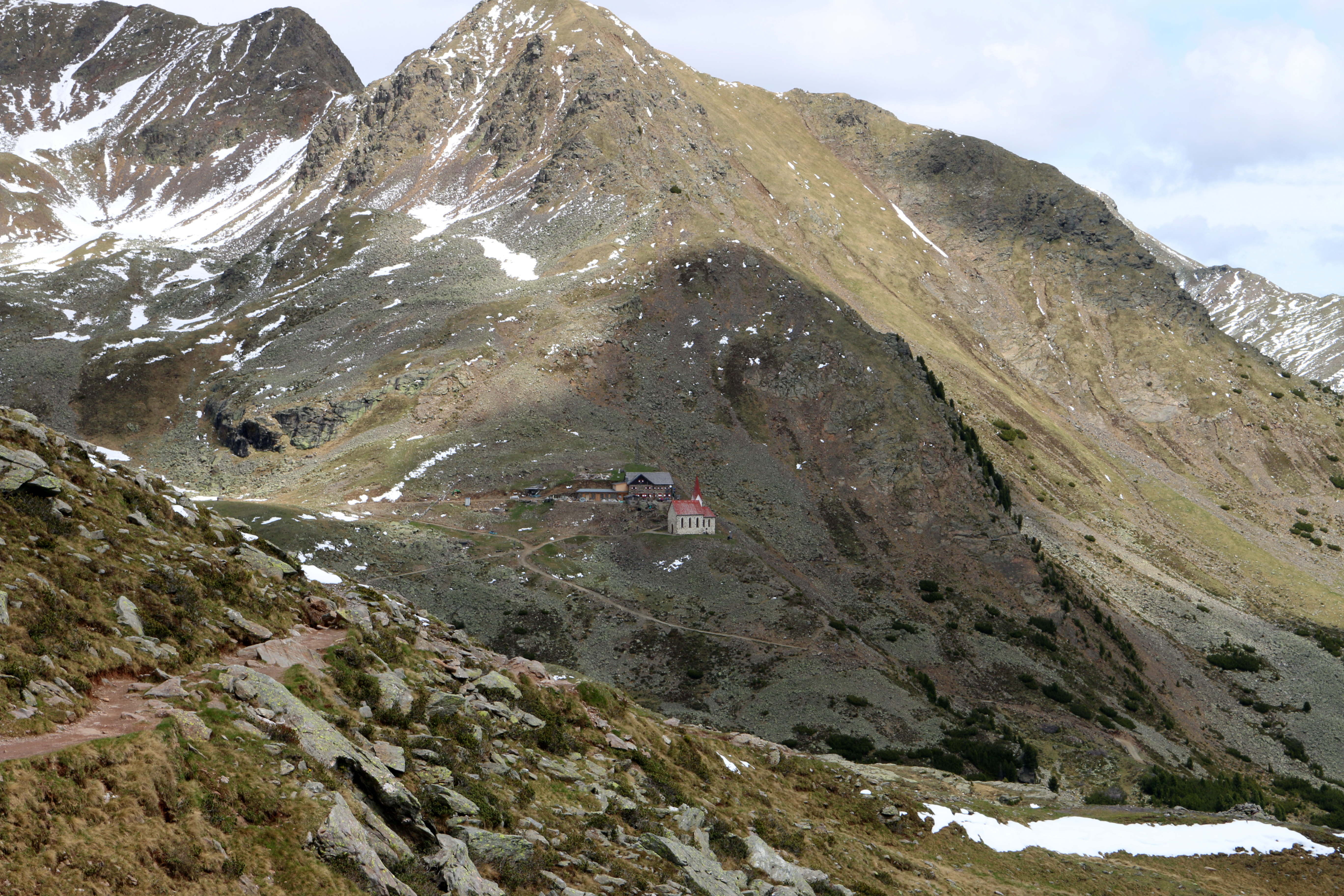
Il rifugio con il santuario, visti dal monte Ritzlar

Attorno al XVIII secolo venne trovato in una tomba a Latzfons il crocifisso denominato Schwarzer Herrgott, cioè "Gesù nero", una particolare icona cristiana. Questo fu poi portato sul monte Ritzlar durante una processione e lasciato lì in cima esposto però alle intemperie, fino a quando nel 1743 fu costruita una cappella anche grazie all'aiuto di pellegrini.
Nel 1860 la piccola cappella fu ampliata sotto la direzione del cooperatore di Latzfons, Johann Karpf, in stile gotico. Al suo interno, precisamente nel suo campanile, si trovano tre piccole campane fuse appositamente da Grasmair da Bressanone, che ancora oggi accolgono i pellegrini. Tale chiesa è raggiungibile dopo una via crucis di 15 stazioni, che la rendono la chiesa più alta in Alto Adige, oltre ad essere il punto per un pellegrinaggio più alto in Europa. In tale chiesa, ad ogni festività si celebra la Santa Messa.

## Accessi
- dal parcheggio del maso Kühhof (1587 m), passando per il rifugio Chiusa al Campaccio 1919 m, in 3.30 ore
- da San Martino Boscoriva (Reinswald), 1492 m, in 3.30 ore
- da Valdurna (Durnholz), 1558 m, in 2.30 ore

## Traversate
- al rifugio Lago Rodella (Radlseehütte), 2284 m, in 2.30 ore
- al rifugio Forcella Vallaga (Marburgerhütte), 2299 m, in 5 ore
- al rifugio Corno del Renon (Rittnerhornhaus), 2259 m, in 4 ore

## Ascensioni
- Monte Ritzlar, 2528 m, per sentiero impegnativo, EE, in 1 ora
- Cima San Cassiano, 2581 m, per facile sentiero, in 1 ora
- Samspitze, 2563 m, per un facile sentiero, in 1 ora